# Deutsche Zentrale für Tourismus
Die Deutsche Zentrale für Tourismus e.V. (DZT) wurde am 25. Mai 1948 gegründet und ist das National Tourist Board Deutschlands mit Hauptsitz in Frankfurt am Main. Die DZT vermarktet im Auftrag des Bundesministeriums für Wirtschaft und Energie (BMWE) im Ausland die touristische Vielfalt des Deutschlands und wird von diesem aufgrund eines Beschlusses des Deutschen Bundestages gefördert.
Mit ihren weltweiten Marketingaktivitäten baut die DZT das positive Image des Reiselandes Deutschland im Ausland weiter aus und fördert den Tourismus nach Deutschland.
Neben Marketing nimmt die Organisation in ihrer Rolle als National Tourist Board auch Aufgaben für einen fortwährenden Wissenstransfer wahr. Die DZT gibt dafür selbst Studien in Auftrag, wertet neueste Erkenntnisse im Bereich Incoming-Tourismus aus und stellt diese der Branche zur Verfügung. Die DZT arbeitet eng mit Partnern aus dem Deutschlandtourismus, Verbänden und Wirtschaftsunternehmen zusammen.

## Vertriebskanäle
Die DZT ist im Ausland in sechs DZT-Regionalmanagements organisiert und unterhält 19 Ländervertretungen:
- Nordwesteuropa
- Nordosteuropa
- Südwesteuropa
- Südosteuropa
- Amerika/Israel
- Asien

Mit zahlreichen Marketing- und Vertriebsaktivitäten knüpft und pflegt die DZT Kontakte zu den Multiplikatoren aus Presse und der Reiseindustrie sowie zu den Endkunden weltweit.
Die DZT tritt über eine Vielzahl von Plattformen und über alle relevanten Kanäle hinweg auf. Mit dem Germany Travel Mart (GTM) bietet er Leistungsträgern und Marketingkooperationen jährlich eine Verkaufsveranstaltung. In Workshops und Präsentationen akquiriert die DZT weltweit in der internationalen Reiseindustrie. Mit Hilfe von Studienreisen informiert sie internationale Reisefachleute und Medienvertreter über das Reiseziel Deutschland und ausländische Reisebüros erhalten von der DZT Informationen zu aktuellen Angeboten und Programmen im Deutschland-Tourismus.

## Ziele
Der Verein entwickelt Strategien, um das positive Image Deutschlands als Reiseland im Ausland aufrechtzuerhalten und auszuweiten. Zudem soll dadurch der Tourismus nach Deutschland gefördert werden.
Ziele der Vereinsarbeit sind die Steigerung des Reiseaufkommens in Deutschland, die Positionierung Deutschlands als vielfältiges und attraktives Reiseland, die Stärkung des Wirtschaftsstandortes Deutschland sowie die Erhöhung der Deviseneinnahmen.

## Kampagnen
Um den Incoming-Tourismus nachhaltiger und zugleich wettbewerbsfähig zu gestalten, verfolgt die Organisation eine Drei-Säulen-Strategie, die den externen Wissenstransfer und einen begleitenden Kommunikationsansatz mit einer organisationsinternen Nachhaltigkeitsinitiative koppelt. Die DZT positioniert das Reiseland Deutschland im internationalen Wettbewerb als Reiseziel mit nachhaltigen und inklusiven Angeboten.
Umgesetzt wird dies in Themen- und Marketingkampagnen:
| Jahr | Kampagne                                                              |
| ---- | --------------------------------------------------------------------- |
| 2023 | - Embrace German Nature - FeelGood - UNESCO - Weihnachten             |
| 2024 | - FeelGood - UNESCO - Kunst- und Kulturland Deutschland - Weihnachten |
| 2025 | - FeelGood - UNESCO - Kunst- und Kulturland Deutschland - Weihnachten |

## Schwerpunktthemen Nachhaltigkeit und Digitalisierung
Die DZT fördert einen zukunftsgerichteten Tourismus in Einklang mit der Zielsetzung der Bundesregierung. Nachhaltigkeits- und Digitalisierungsthemen stehen dabei im Fokus.
Nachhaltiger Tourismus
Seit über einer Dekade bearbeitet die DZT das Thema Nachhaltigkeit strategisch und ressortübergreifend. In der Kommunikation mit potenziellen Deutschlandreisenden ist FEEL GOOD seit mehreren Jahren die weltweite Leitkampagne, um nachhaltige Angebote gezielt zu promoten und internationalen Gästen ganz praktische Hilfen beim verantwortungsbewussten, klima- und umweltfreundlichen Reisen zu geben.[3] Mit ihrer #StayALittleBitLonger Kampagne setzt sich die DZT unter dem Nachhaltigkeitsaspekt für eine Verlängerung der Aufenthaltsdauer im Reiseland Deutschland ein.
Mit der internen Nachhaltigkeitsinitiative stellt die DZT auch als Unternehmen Herausforderungen, wie Klimawandel, demografischer Wandel, New Work und Inklusion sowie den daraus resultierenden regulatorischen Anforderungen. Dies dokumentieren der Fortschrittsbericht Nachhaltigkeit und erfolgreiche Zertifizierungen wie Green Globe oder EMAS.
Seit 2023 ist die Organisation außerdem Mitglied im Global Sustainable Tourism Council (GSTC).
Digitale Transformation
Zudem setzt sich die DZT für den Ausbau der Digitalisierung im Tourismus sowie die Förderung von digitalen Innovationen ein. Hierzu wurde gemeinsam mit den 16 Landestourismusorganisationen (LTOs) und den Magic Cities das Open-Data-Projekt initiiert und die Voraussetzung für den Digitalen Wandel am Tourismusstandort Deutschland in Richtung Künstliche Intelligenz geschaffen. Kern des Projektes ist der Auf- und Ausbau eines Knowledge Graphens.[4] Derzeit stehen in diesem mehr als 550.000 Datensätze zur Verfügung. Darunter sind ca. 210.000 touristische Objekte (POIs, Touren, Events, Gastronomie, Hotels u. ä.) sowie weitere 340.000 Infrastrukturdaten. Die Integration weiterer Partner und Daten erfolgt fortlaufend. Seit Juni 2023 ist der DZT-Knowledge Graph live.
Darüber hinaus bearbeitet die DZT seit über einer Dekade das Thema Nachhaltigkeit strategisch und ressortübergreifend. Die DZT ist seit 2013 als Green-Globe-Unternehmen zertifiziert und erreichte im Jahr 2023 den Platin-Status. Außerdem nimmt die DZT seit 2015 mit dem Standort ihrer Hauptverwaltung in Frankfurt am Main erfolgreich an der Zertifizierung als ÖKOPROFIT®-Betrieb teil und ist seit 2023 Mitglied im Global Sustainable Tourism Council (GSTC).
Mit ihrer #StayALittleBitLonger Kampagne setzt sich die DZT unter dem Nachhaltigkeitsaspekt für eine Verlängerung der Aufenthaltsdauer im Reiseland Deutschland ein.
Zudem setzt sich die DZT für den Ausbau der Digitalisierung im Tourismus sowie die Förderung von digitalen Innovationen ein. Hierzu wurde gemeinsam mit den 16 Landestourismusorganisationen (LTOs) und den Magic Cities das Open-Data-Projekt initiiert und die Voraussetzung für den Digitalen Wandel am Tourismusstandort Deutschland in Richtung Künstliche Intelligenz geschaffen. Kern des Projektes ist der Auf- und Ausbau eines Knowledge Graphens. Derzeit stehen in diesem mehr als 550.000 Datensätze zur Verfügung. Darunter sind ca. 210.000 touristische Objekte (POIs, Touren, Events, Gastronomie, Hotels u. ä.) sowie weitere 340.000 Infrastrukturdaten. Die Integration weiterer Partner und Daten erfolgt fortlaufend. Seit Juni 2023 ist der DZT-Knowledge Graph live.
KI-gestützte Travel-Companion „Emma“
Mit dem Launch von „Emma“ – einer KI-gestützten Travel-Companion – im Oktober 2024 schaffte die DZT eine innovative, interaktive Markenbotschafterin, die auf ihrem Instagram-Kanal potenzielle Reisende 24/7 für echte Urlaubserlebnisse und persönliche Begegnungen in Deutschland inspiriert. Damit nutzt die DZT auf einer weiteren Ebene aktiv Künstliche Intelligenz für die internationale Vermarktung des Reiselandes Deutschland.

## Organisationsstruktur und Mitglieder der Deutschen Zentrale für Tourismus e. V.
Folgende Unternehmen sind Mitglieder der Deutschen Zentrale für Tourismus:

### Unternehmen
- Amadeus Germany GmbH
- Avis Budget Autovermietung GmbH & Co. KG
- BWH Hotels Central Europe GmbH
- DB Fernverkehr AG
- Deutsche Hospitality
- Deutsche Lufthansa AG (LH)
- Deutsches Weininstitut GmbH
- Dorint GmbH
- Europa-Park GmbH & Co Mack KG
- ERGO Reiseversicherung AG
- Flughafen Düsseldorf GmbH
- Fraport AG
- Friedrichstadt-Palast Betriebsgesellschaft mbH
- GCH Hotel Group
- Global Blue Deutschland GmbH
- Grand Metropolitan Hotels
- HanseMerkur Versicherungsgruppe
- Hilton
- JCB International Ltd. Branch
- Maritim Hotelgesellschaft mbH
- Mastercard Europe SA
- McArthurGlen Management GmbH
- Messe Berlin GmbH
- Novum Hospitality
- OUTLETCITY AG
- Passionsspiele Oberammergau Vertriebs GmbH & Co. KG
- Ringhotels e.V.
- SIXT SE
- Staatliche Porzellan-Manufaktur Meissen GmbH
- TUI AG
- Value Retail Management Germany GmbH
- VISA European Management Services Ltd., German Branch

### Landesmarketingorganisationen
- Bayern Tourismus Marketing GmbH
- HA Hessen Agentur GmbH – Tourismus- und Kongressmarketing
- Hamburg Tourismus GmbH
- Investitions- und Marketinggesellschaft Sachsen-Anhalt mbH
- Rheinland-Pfalz Tourismus GmbH
- Thüringer Tourismus GmbH
- Tourismus-Agentur Schleswig-Holstein GmbH
- Tourismus-Marketing Brandenburg GmbH
- Tourismus Marketing Gesellschaft Sachsen mbH
- Tourismus Marketing GmbH Baden-Württemberg
- Tourismus NRW e.V.
- Tourismus Zentrale Saarland GmbH
- TourismusMarketing Niedersachsen GmbH
- Tourismusverband Mecklenburg-Vorpommern e.V.
- visitBerlin/Berlin Tourismus & Kongress GmbH
- WFB Wirtschaftsförderung Bremen GmbH

### Körperschaften, Verbände, Stiftungen, Anstalten und Vereinigungen
- Allgemeiner Deutscher Fahrrad-Club e.V.
- Bundesverband der Deutschen Tourismuswirtschaft e.V.
- Deutscher Heilbäderverband e.V.
- Deutscher Hotel- und Gaststättenverband e.V.
- Deutscher Industrie- und Handelskammertag e.V.
- Deutscher ReiseVerband e.V.
- Deutscher Tourismusverband e.V.
- Deutsches Jugendherbergswerk e.V.
- German Convention Bureau e.V.
- Historic Highlights of Germany e.V.
- Hotelverband Deutschland (IHA)
- Magic Cities Germany e.V.
- RDA-Internationaler Bustouristik Verband e. V.
- UNESCO – Welterbestätten Deutschland e. V.
- Willy Scharnow-Stiftung für Touristik

### Förderer der Deutschen Zentrale für Tourismus e. V.
Folgende Unternehmen sind Förderer der Deutschen Zentrale für Tourismus:
- AG „Leichter Reisen – Barrierefreie Urlaubsziele in Deutschland“
- Bundesverband der Deutschen Incoming-Unternehmen e.V.
- Bundesverband der Gästeführer in Deutschland e.V. (BVGD)
- Citta-Slow Deutschland e.V.
- Deutsche Gesellschaft für Tourismuswissenschaft e.V. (DGT)
- Hochschule Heilbronn – Fakultät für International Business
- IPK International GmbH
- Pacific Asia Travel Association (PATA)
- PROJECT M GmbH
- Romantische Straße Touristik-Arbeitsgemeinschaft GbR
- Staatsbad Norderney GmbH
- Toskanaworld GmbH
- TourComm Germany GmbH & Co. KG
- Tourismusverband Sächsische Schweiz e.V.
- Usedom Tourismus GmbH
- Verband Deutscher Naturparke e.V.
- Wilde & Partner Communications GmbH

### Organe
Die Organe der Deutschen Zentrale für Tourismus sind der Verwaltungsrat, der Beirat und der Marketing-Ausschuss Ausland.

### Verwaltungsrat
Die Mitglieder des Verwaltungsrates der DZT wurden auf der 126. Mitgliederversammlung am 30. November 2023 gewählt. Die Präsidentin des Verwaltungsrates der DZT ist Präsidentin Brigitte Goertz-Meissner, zugleich Präsidentin Deutscher Heilbäderverband e.V. Die Vizepräsidenten des Verwaltungsrates der DZT sind die Bayerische Staatsministerin Michaela Kaniber, Bayerisches Staatsministerium für Ernährung, Landwirtschaft, Forsten und Tourismus, Reinhard Meyer, Präsident Deutscher Tourismusverband e.V. (DTV) und Guido Zöllick, Präsident Deutscher Hotel- und Gaststättenverband e.V. (DEHOGA Bundesverband).

### Beirat
Die Mitglieder des Beirates der DZT wurden auf der 126. Mitgliederversammlung am 30. November 2023 gewählt. Vorsitzender des Beirates der DZT ist Dirk Binding, Bereichsleiter Digitale Wirtschaft, Infrastruktur, Regionalpolitik (DIR), Deutsche Industrie- und Handelskammer. Die stellvertretenden Vorsitzenden des Beirates der DZT sind Burkhard Kieker, CEO Berlin Tourismus & Kongress GmbH und Karina Kaestner, Vice President Partnermanagement DB Fernverkehr AG.

### Marketingausschuss-Ausland
Die Mitglieder des Marketingausschusses der DZT wurden auf der 126. Mitgliederversammlung am 30. November 2023 gewählt.